# Palongan
Palongan is een bestuurslaag in het regentschap Sumenep van de provincie Oost-Java, Indonesië. Palongan telt 1949 inwoners (volkstelling 2010).